# Финта Маре (Дамбовица)
Финта Маре (рум. Finta Mare) насеље је у Румунији у округу Дамбовица. Oпштина се налази на надморској висини од 155 m.

## Становништво
Према подацима из 2002. године у насељу је живело 1412 становника, од којих су сви румунске националности.